# Bernard Artigau
Bernard Artigau (28 août 1894 à Licq-Athérey - 3 mai 1968 à Buenos Aires, Argentine) est un as de l'aviation français de la Première Guerre mondiale, au cours de laquelle il remporte douze victoires aériennes homologuées.  Pendant l'Entre-deux-guerres il est pilote sur des lignes commerciales en Amérique du Sud, et reviendra servir son pays pendant la Seconde Guerre mondiale.

## Biographie

### Première Guerre mondiale
Bien que né en France, Bernard Artigau a grandi en Argentine où ont émigré ses parents un an après sa naissance. L’espagnol devient de fait sa langue maternelle et c’est sous le prénom d’usage de Bernardo que le jeune homme grandit et se passionne pour l’aviation naissante, devenant apprenti mécanicien.
Lorsque la guerre éclate en Europe, Artigau est en Argentine et ne répond pas à l'appel de mobilisation, étant déclaré insoumis. C’est volontairement que le jeune homme rentre en France au mois d’avril 1916, probablement par esprit d’aventure et désir de devenir pilote. Parlant avec difficulté le français, il est incorporé au 144e régiment d'infanterie comme simple soldat le 26 mai 1916 et l'armée abandonne les poursuites disciplinaires à son encontre. Sur sa demande et grâce à ses compétences en mécanique, il intègre rapidement l'aviation et est envoyé à l'entrainement sur des Caudron à Tours et Avord. Il est promu au grade de caporal le 23 mars 1917. Le 15 mai, il reçoit le brevet de pilote militaire no 5894. Il est affecté à l'Escadrille N15 (en) (le 'N' signifiant que ses pilotes volaient sur des Nieuport), le 20 juin. En août, il est à nouveau promu, il obtient le grade de sergent. À 15h40, le 4 septembre 1917, Artigau remporte sa première victoire. Le 1er novembre, il abat un avion de reconnaissance allemand. Le 23 décembre, il partage une victoire avec Gabriel Guérin sur un biplace allemand,.
Le 3 février 1918, Artigau fait à nouveau équipe avec Guérin pour abattre un avion ennemi au-dessus de Nogent-l'Abbesse. Il est promu au grade d'adjudant en mars. Artigau remporte deux nouvelles victoires les 11 et 12 avril. Il partage deux victoires en mai — la première le 15 avec André Barcat (en) et la seconde le 27 avec Armond J. Berthelot. En juin, il est à nouveau victorieux le 1er et le 7 et se voit remettre la Médaille militaire le 25. Il remporte sa onzième victoire le 22 juillet, en abattant un Rumpler. En octobre 1918, il est promu sous-lieutenant. Enfin, le 28 du même mois, il remporte sa dernière victoire sur un Fokker D.VII.

### Entre-deux-guerres et Seconde Guerre mondiale
Artigau retourne en Argentine avec 444 heures de vols sur son carnet de bord. Il finit la guerre décoré de la Médaille militaire, et des Croix de guerre française et belge. Le 25 avril 1919, il reçoit la Légion d'honneur. Il devient un pionnier de l'aviation commerciale pendant l'entre-deux-guerres en fondant une petite compagnie aérienne locale, puis travaillant pour l'Aéropostale à la fin des années 1920 et pour la société Air France durant les années 1930.
Lorsque la Seconde Guerre mondiale éclate, il n'est pas mobilisé dans l'armée française et va passer le restant de sa vie en Argentine à Buenos Aires. Il y meurt le 3 mai 1968.

## Distinctions
- Chevalier de la Légion d'honneur
- Croix de guerre 1914–1918
- Croix de guerre (Belgique)
- Médaille militaire